# 佐川氏
佐川氏（さがわし）は、日本の氏族の一つ。

## 宇多源氏佐々木氏流
皇別宇多源氏の一系統、近江源氏・佐々木氏の家系に佐川氏がある。佐々木行定の末裔（まつえい）である重三の子・重忠を祖とする。

## 惟宗氏族
渡来系惟宗氏の末裔に佐川氏あり。土佐国高岡郡に起こる。暦応3年（1340年）、南朝方に佐川四郎入道がいたといわれる。

## 在原氏族
皇別在原氏の末裔に佐川氏あり。在原眞行の末孫という。

## 常陸国の佐川氏
常陸国に常陸守護職 佐竹氏の家臣たる佐川氏あり。また、常陸守護代 江戸氏の家臣としては、中染村に75貫を領する部将として佐川安房という者の名が見える。 また、永禄5年（1562年）8月15日、松岡領坂ノ上孫沢原にて行われた相馬氏との合戦では佐竹軍一番組衆として佐川金衛門の名が見える。家紋は丸に違い鷹の羽、宇多源氏流佐川氏の家紋は丸に三つ柏、丸に竹笹に雀、その他氏族不詳なものとして左三つ巴を用いる家がある。

### 秋田藩士 佐川氏

家紋 丸に違い鷹の羽
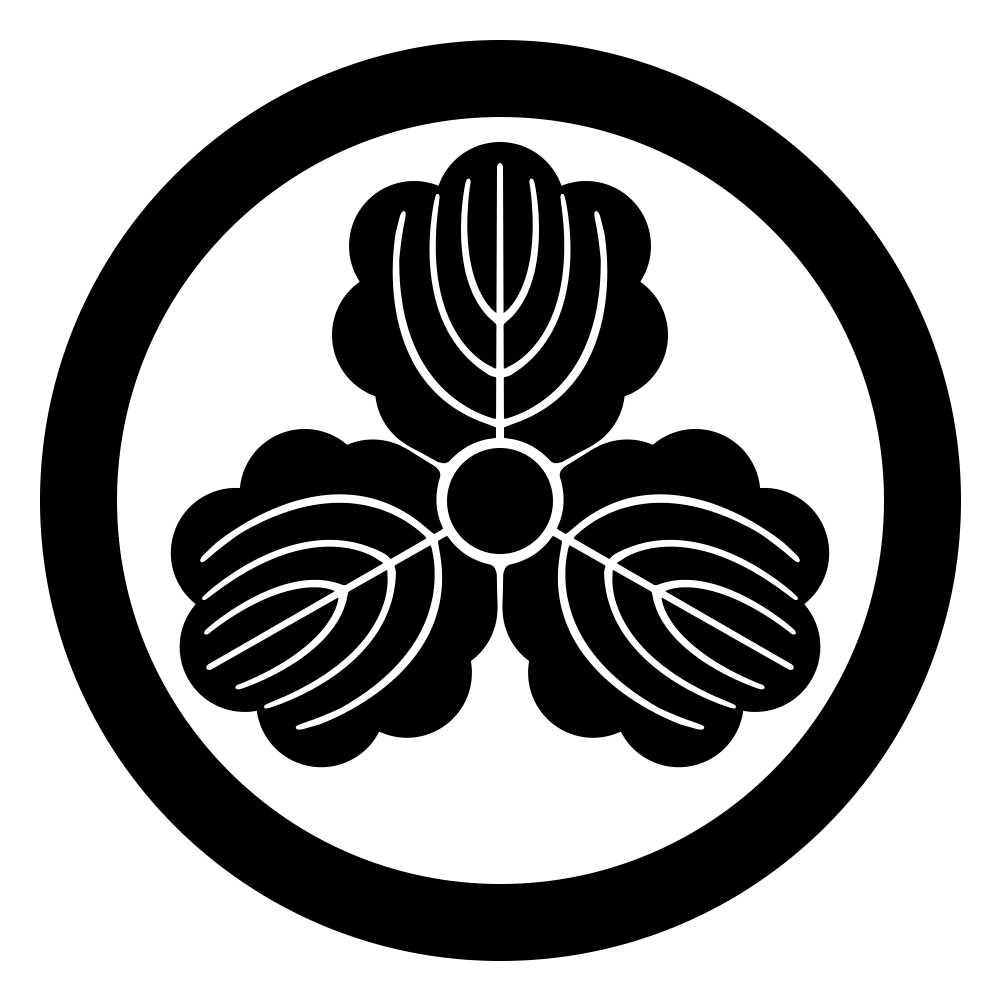
家紋 丸に三つ柏
家紋 左三つ巴

- 佐川蔵人流

佐川蔵人家房は、はじめ惣六といった。佐竹義宣に随い常陸国から秋田転封に随行、雄勝郡湯沢に40石を給される。
```
系譜 佐川蔵人家房-七郎右衛門家勝－蔵人家次-久兵衛家尚
```

- 佐川吉右衛門家次流

佐川吉右衛門家次は佐竹義宣の秋田転封に随行し、雄勝郡湯沢に住むという。
```
系譜 佐川吉右衛門家次-源七家重-家定-伝十郎家昌
```

- 佐川新六郎流

佐川新六郎の本姓は藤原氏という。その子・佐川五右衛門時家の代に常陸国から出羽国秋田に下向し平鹿郡横手に住まう。大坂に従軍し、30石を給される。子孫には四兵衛時則、治部左衛門時昌がいる。
```
系譜 佐川新六郎-五右衛門時家-五右衛門時品-文七時職
```

- 佐川佐左衛門流

佐川佐左衛門は本姓を藤原氏とし、代々、常陸国町屋に住むという。藤兵衛助章の代に秋田に下向し、平鹿郡横手に住まう。大坂の陣に従軍し、足軽免許される。
```
系譜 佐川佐左衛門-藤兵衛助章
```

- 佐川與兵衛広宗流

佐川與兵衛広宗は本姓を藤原氏とし、佐竹義宣の秋田転封に随い、秋田郡大館に住まう。その子 広定も父同様、秋田転封に随行し、国境の勤めに功労あり、30石を給される。
```
系譜 佐川與兵衛広宗-長吉広定-=與兵衛広武(弟)
```

- 佐川伊予助持流

佐川伊予助持は佐竹義宣の秋田転封に随行し、平鹿郡横手に住まい、30石を多摩よる。その子 仁右衛門もともに常陸国より秋田に移り、足軽勤仕するという。
```
系譜 佐川伊予助持-助道-助康-助継-助行
```

- 佐川丹波守義郷流

佐竹家臣の佐川丹波守義郷の本姓は源氏であるという。その家系は清和天皇第六皇子 貞純親王の王子 経基王を遠祖と仰ぎ、経基王の子 源満仲の四男 頼信を祖とする河内源氏の流れで、 頼信の孫 八幡太郎義家の流れをくむという。伊勢国鈴鹿郡亀山郷佐川庄を本貫とするとされる。義郷は丹波守を名乗り、太田郷に住まい、建武3年（1336年）に佐竹義敦に仕えて250石を給されるという。その子 義房は従五位下に叙せられ、応永元年（1394年）、多賀郡大野に移り、300石を食むとされ、妹は山部の樫村若狭守の室となるという。義房の室は根本主水正の女であるといい、根本氏との間に子に義勝、義成を儲（もう）けるという。義勝は大和守従五位下に叙せられ、義成は二郎大夫、民部介を名乗るが、多賀にて勃発した花園山の戦いにて防戦のさなかに討ち死にするという。義勝の子は義直といい、監物、または左京亮と名乗る。佐竹氏の秋田転封の際は老年にて本村に土着するという。
```
系譜 佐川丹波守義郷-山城守義房-監物義房-大和守義勝-兵庫正義廉-左京亮義直
```

- その他

佐竹氏の秋田転封を記録した『慶長国替記』に佐竹家臣の佐川氏として、佐川五左衛門、佐川五右衛門の名が見える。その他、佐竹氏の記録として、佐川伊予守、久兵衛、刑左衛門、八右衛門、与兵衛、理右衛門らの名が見られる。
- 家紋 丸に違い鷹の羽
- 家紋 丸に三つ柏
- 家紋 左三つ巴

### 尊王志士・義民たる佐川氏
佐川善兵衛
茨城郡上合村の百姓。組頭。諱は義秀。水戸天狗党に加わるが捕らわれて下総国銚子に移され、慶応2年（1866年）6月29日、獄死する。享年32。靖国神社合祀。
佐川平兵衛
茨城郡上合村の百姓。諱は令仁。水戸天狗党に加わるが捕らわれて下総国銚子に移され、慶応2年（1866年）7月1日、獄死する。享年49。靖国神社合祀。